# Västra Ösjösjön
Västra Ösjösjön är en sjö i Härjedalens kommun i Härjedalen och ingår i Ljusnans huvudavrinningsområde. Sjön har en area på 0,202 kvadratkilometer och ligger 890,4 meter över havet.

## Delavrinningsområde
Västra Ösjösjön ingår i det delavrinningsområde (695769-132198) som SMHI kallar för Utloppet av Västra Ösjösjön. Medelhöjden är 947 meter över havet och ytan är 3,32 kvadratkilometer. Det finns inga avrinningsområden uppströms utan avrinningsområdet är högsta punkten. Vattendraget som avvattnar avrinningsområdet har biflödesordning 2, vilket innebär att vattnet flödar genom totalt 2 vattendrag innan det når havet efter 425 kilometer. Avrinningsområdet består mestadels av skog (14 procent) och kalfjäll (80 procent). Avrinningsområdet har 0,2 kvadratkilometer vattenytor vilket ger det en sjöprocent på 6 procent.